# Quartus Iam Annus

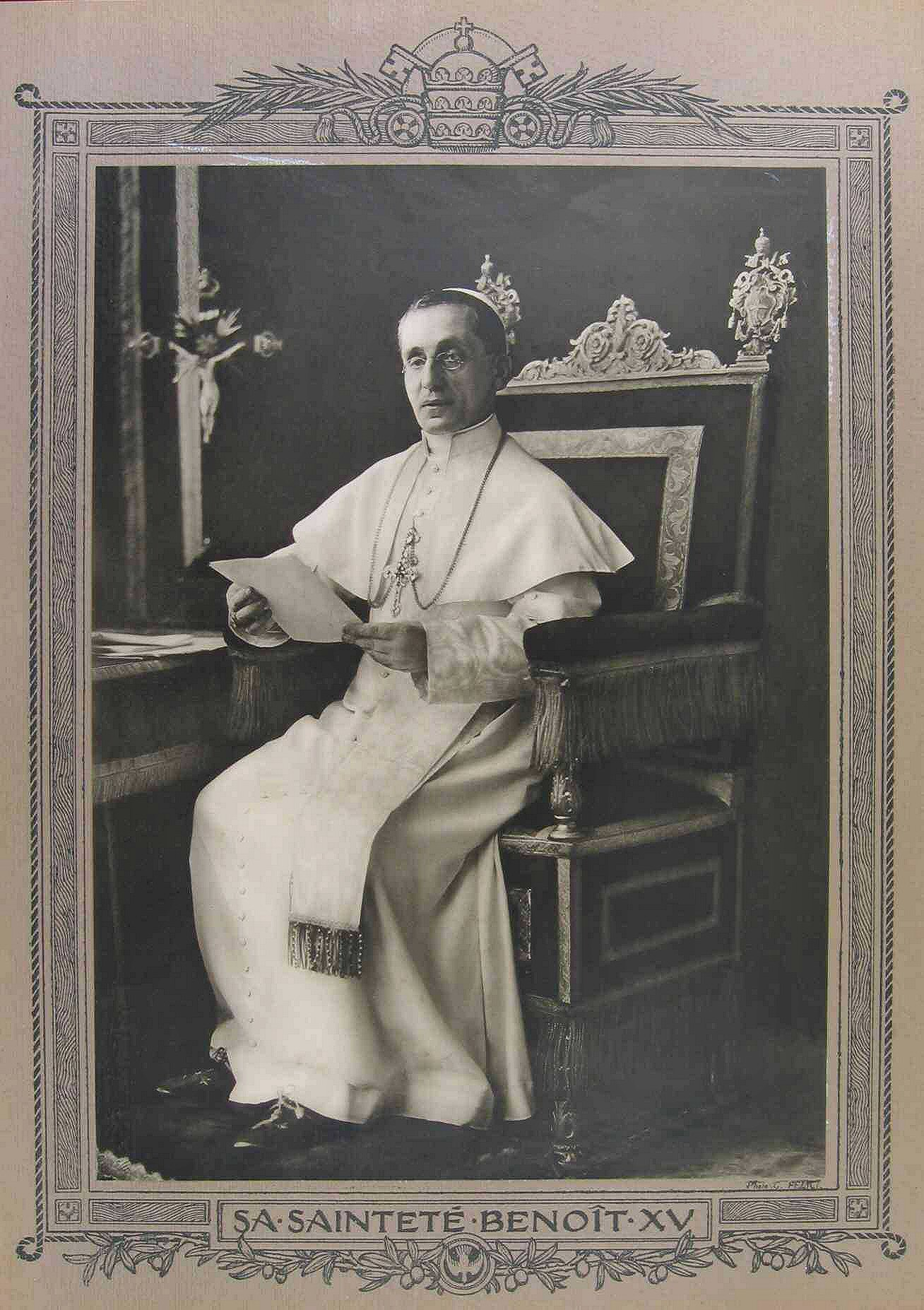
Paus Benedictus XV

Quartus Iam Annus (Latijn voor Vier jaren reeds) is een bij motu proprio uitgegeven brief van paus Benedictus XV, van 9 mei 1918 waarin de paus andermaal oproept tot vrede. De paus releveert dat het reeds vier jaar geleden is dat hij tot het hoogste ambt werd gekozen en dat toen al de strijd in Europa in volle gang was. In het verband van de aanhoudende strijd verwijst de paus naar Josafat, die in zijn strijd tegen de Moabieten en Ammonieten uitriep: Heer, God van onze vaderen, bent U niet de God in de hemel? U bent toch meester over alle volken en hun koningen? In uw hand is de macht en de kracht; niemand kan U weerstaan  (2 Kronieken 20:6) en Heer onze God, zult U over hen geen strafgericht houden? Wij zijn machteloos tegenover de grote menigte die op ons afkomt; wij weten niet wat we moeten doen, maar op U zijn onze ogen gevestigd (2 Kronieken 20:12). Als Josafat richt de paus zijn hoop op de Heer. En hij roept alle gelovigen op hetzelfde te doen: opdat werkelijke vrede bereikt zal worden.
Hiertoe roept hij alle gelovigen op om op 29 juni, het Hoogfeest van de Heilige Petrus en Paulus de zonden te belijden en zo de Goddelijke Majesteit gunstig te stemmen voor het gebed om vrede. Opdat vervuld wordt de wens van iedereen: dat de strijdende partijen de Vrede en de Gerechtigheid zullen omarmen. Eind november van dat jaar zou er een einde komen aan de Eerste Wereldoorlog.